# ベン山形
ベン山形（べんやまがた、1975年6月3日 - ）は、吉本興業に所属しているピン芸人。山形県新庄市出身

## 略歴
山形県立新庄北高等学校、文化服装学院卒業。
地元で働いていたが、2009年に脱サラし、半ば家出の様な形で山形から上京。村上ショージに弟子入りする。
2015年4月から吉本興業の活動の一環として「住みますアジア芸人」としてタイに移住した。だが、1年経たずで「海外が苦手だった」という理由で帰国した。
2018年1月19日に『ベン山形ディナーショー〜酩酊状態〜』を開催。

## 人物
- 実家が洋服店。
- 真面目な性格でかなり腰が低く、常に敬語で話す。
- 一輪車が得意[3]。
- DB芸人で「ナム」芸人としても活動していた。

## 芸風
一輪車芸、手品などのネタを行うが失敗して、共演している芸人にツッコまれることが多い。たまに成功するネタもある。
- 目隠しをした状態またはピーターパンに扮して一輪車に乗り、傘やフォーク等の先端に目掛けて進み、ぶつかる寸前で止まる。しかし失敗してぶつかることが多い[3]。

## エピソード
- 2017年8月12日にツイッターで「ディナーショーをやってみたい」と発言[7]。親交がある芸人の協力のもと、2018年1月19日に『ベン山形ディナーショー〜酩酊状態〜』を開催した[6]。

## 出演番組

### テレビ
- 準レギュラー
  - ナイナイの海外定住実験バラエティー 世界のどっかにホウチ民（TBS系列、2015年4月29日 - 2015年9月30日）
- 単発
  - カスペ!・アニメアカデミー〜1億3千万人が選ぶ不朽の名作〜（フジテレビ、2013年7月30日）
  - おはスタ（テレビ東京、2016年6月10日、2016年6月24日）
  - 俺の旅番組 〜村上ショージ 弟子とゆく巣鴨地蔵通り商店街の旅〜（テレビ大阪、2016年9月30日）
  - ワケあり!レッドゾーン（読売テレビ、2016年10月14日、2017年3月31日、2017年10月6日）
  - バクモン学園（テレビ朝日、2017年 5月2日、2017年5月23日）
  - A-Studio（TBSテレビ、2017年11月17日）
  - 有田ジェネレーション（TBSテレビ、2021年3月15日）
  - 有吉の壁（日本テレビ、2022年2月16日）

### インターネット番組
- R藤本の水曜はじけてまざれ!（ニコニコ生放送、2017年4月19日初登場 - 複数回出演）
- ベジータとカイジがレトロゲーム実況（ニコニコ生放送、2017年7月20日初登場 - 複数回出演）
- 新生紀ドラゴゲリオンZ（ニコニコ生放送、2018年1月28日）

## イベント
- ベン山形ディナーショー〜酩酊状態〜（ミノトール2、2018年1月19日）